# Camp Davis
Camp Davis (polno ime: Marine Corps Outlying Field Camp Davis; kratica: MCOLF Camp Davis) je vojaška baza Korpusa mornariške pehote ZDA, v kateri se urijo marinci, ki so nastanjeni v bližnjem Marine Corps Base Campu Lejeune in Marine Corps Air Station New River.

## Zgodovina
Baza je bila ustanovljena leta 1940 za urjenje protiletalske artilerije Kopenske vojske ZDA. Na površini 184 km2 se je nahajalo več kot 3.000 poslopij. Bazo so 17. februarja 1946 zaprli.
Istega leta je del baze prevzela Vojna mornarica ZDA, ki so jo uporabljali za treniranje novih izstrelkov zemlja-zrak (operacija Čmrlj); bazo so zaprli leta 1948.
Leta 1954 je marinski korpus prevzel slabe štiri kvadratne kilometre bivše baze. Trenutno bazo uporabljajo za potrebe helikopterskih enot.